# Niko Schäuble
Niko Schäuble (* 29. Januar 1962 in Stuttgart) ist ein deutscher Schlagzeuger des Modern Jazz und Komponist.

## Leben und Wirken
Schäuble studierte in Berlin, u. a. mit Manfred Burzlaff und Konstantinos Avgerinos; mit Gebhard Ullmann, Andreas Willers und Hans-Dieter Lorenz (später Martin Lillich) gründete er Mitte der 1980er-Jahre das Quartett Out to Lunch, das erfolgreich – auch mit Enrico Rava – tourte und Alben vorlegte; daneben war er Mitglied der "Elefanten" und leitete seine Band Tibetan Dixie. Seit 1989 lebt er in Australien. Er trat  mit Sam Rivers, Lee Konitz, Trilok Gurtu, Wynton Marsalis, Dewey Redman, Gunther Schuller und Palle Mikkelborg auf, sowie mit Paul Grabowsky (Duo-Album Spiel), Robyn Archer, Archie Roach, Ruby Hunter, Katie Noonan, Jex Saarelaht und Karaikudi R. Mani. Er nahm mit dem Australian Art Orchestra und mit Christof Griese auf.
Schäuble schrieb Kompositionen für das Australian Art Orchestra, das Radiosinfonieorchester Frankfurt, das Berlin Jazz Composers Orchestra JJBC und das Berliner Saxophon Quartet, sowie Film- und Fernsehmusiken für Serien und Spielfilme wie Stingers, Zoo's Company, Bunch of Fives, Neighbours, Bed of Roses (Australien).
Weiterhin unterrichtet er am Victorian College of the Arts in der Monash University in Melbourne sowie dem Northern Melbourne Institute of TAFE.
Seit 2012 betreibt Niko die "Pughouse Studios", wo wer als Toningenieur und Produzent arbeitet.

## Preise und Auszeichnungen
Schäuble wurde 1992 mit einem Australian Jazz Award als bester Schlagzeuger ausgezeichnet. 1995 erhielt er den zweiten Preis bei der Franz-Josef Reinl Stiftung für Ohne Ende. Bei den Tagen der leichten Musik des SDR gewann er 1996 den ersten und den zweiten Preis mit seinen Kompositionen Ich möcht’ Dich virtuell vernaschen und T’an 90.

## Diskographische Hinweise
- Niko Schäuble's Tibetan Dixie Nothing Too Serious (1989)
- Niko Schauble's Tibetan Dixie with Arthur Blythe Ya-it-ma Thang (1992)
- On the Other Hand (mit Stephen Grant, Paul Grabowsky, Ren Walters, Chris Bekker; 1997)
- Per-Dee-Doo (mit Gebhard Ullmann), Nabel Records (Nabel 4640)
- Experience (mit Andreas Willers), Nabel Records (Nabel 4665)
- Jazz Paintings (mit Christof Griese), BIT
- Doug DeVries, Newmarket Records (NEW 001)
- Fridays, Late – Live at Bennett's Lane, Jex Saarelaht Trio, (BL 23996)
- TIP (mit Ren Walters, Chris Bekker), Origin Records (OR 017)
- Mogrinos (mit Leszek Możdżer), Futurex Records/Poland
- Electric 5 (mit Christof Griese), BIT 11176 (2003)
- White Snow–Red Earth, Portrait CD, BIT 11346 (2004)
- Es Geht!, BIT (2009)
- Magnusson/Guerrini/Di Sario/Schäuble Acquacheta (2013)
- Paul Grabowsky & Niko Schäuble Spiel, Jazzhead (2015)
- Paul Grabowsky, Mirko Guerrini, Niko Schäuble Torrio, Encore (2017)

unter anderem Namen
- Minimal Kidds No Age (Intuition, 1987, mit Gebhard Ullmann, Andreas Willers, sowie Trilok Gurtu, Glen Moore, Burhan Öçal, Hans Lüdemann)
- Paul Grabowsky Sextet Tee-Vee, East West Records
- Paul Grabowsky Sextet Viva Viva, WEA
- Australian Art Orchestra Ringing The Bell Backwards, Origin Records (OR008)
- Australian Art Orchestra Passion, ABC Records 465 230-2
- Australian Art Orchestra Into The Fire, ABC Records 465 705-2
- Christof Griese Quartet 52nd Return, Jazz4Ever Records (J4E 4728)
- Christof Griese Quartet New Friends, Jazz4Ever Records (J4E 4736)
- Paul Grabowsky Trio 3, Origin Records OR 058
- Music for SITA, AAO Records
- Double Drums Project (mit Tony Buck), BIT 11264
- Paul Grabowsky Trio Big Adventure, ABC Records 476 283-5
- The Chennai Sessions, Australian Art Orchestra & Sruthi Laya
- Crossing Roper Bar, Australian Art Orchestra & Wagilak Songmen, Arnhem Land (2009)
- Crossing Roper Bar Vol 2, Australian Art Orchestra & Wagilak Songmen, Arnhem Land (2014)